# Laia Pons
Pour les articles homonymes, voir Pons.
Laia Pons Areñas, née le 24 avril 1993 à Granollers, est une nageuse synchronisée espagnole.

## Carrière
Laia Pons remporte aux Jeux olympiques de 2012 à Londres la médaille de bronze par équipes avec Andrea Fuentes, Ona Carbonell, Clara Basiana, Alba María Cabello, Thais Henríquez, Margalida Crespí, Paula Klamburg et Irene Montrucchio.